# Филенка (Ярославская область)
Филенка — деревня в Некрасовском районе Ярославской области. Входит в состав сельского поселения Красный Профинтерн.

## География
Находится в восточной части Ярославской области на расстоянии приблизительно 19 км на северо-восток по прямой от административного центра района поселка Некрасовское в левобережной части района.

## История
Деревня была отмечена еще на карте 1798 года. В 1859 году здесь (деревня Даниловского уезда Ярославской губернии) было учтено 42 двора, в 1898 — 52.

## Население
Численность населения: 225 человек (1859 год), 17 (русские 100 %) в 2002 году, 5 в 2010.